# Skálabotnur
Skálabotnur eller Skálafjørður (IPA: [ˈskɔalaˌbɔtnʊɹ], [ˈskɔalaˌfjøːɹʊɹ], danska: Skålefjord) är en ort på Färöarna, belägen på ön Eysturoy i Runavíks kommun längst in i Färöarnas längsta fjord Skálafjørður. Vid folkräkningen 2015 bodde här 111 invånare.
Skálabotnur finns omnämnd i skriftlig form 1630, men arkeologiska utgrävningar visar att platsen varit bebyggt redan tidigare. En östlig gränd i Skálabotnur var ursprungligen niðursetubygd på utmarken till Syðrugøta. Samhället har idag en bensinstation med kiosk och café. Det väckelsekristna församlingshuset Keldan grundades 1987 och byggdes nytt 2004.
Vid införandet av det lokala självstyret 1872 var Skálabotnur en del av Eysturoys prästgäldskommun. 1896 blev socknen Sjógv utskilt som egen kommun och efter att Skála skildes från Sjógv som egen socken 1940 blev Skála egen kommun 1952. Skála är sedan 2009 en del av Runavíks kommun. Den östliga gränden i Skálabotnur som tillhör Gøta socken, tillhör administrativt Eysturkommuna.

## Befolkningsutveckling
| Befolkningsutvecklingen i Skálabotnur 1985–2015 | Befolkningsutvecklingen i Skálabotnur 1985–2015 | Befolkningsutvecklingen i Skálabotnur 1985–2015 | Befolkningsutvecklingen i Skálabotnur 1985–2015 | Befolkningsutvecklingen i Skálabotnur 1985–2015 |
| ----------------------------------------------- | ----------------------------------------------- | ----------------------------------------------- | ----------------------------------------------- | ----------------------------------------------- |
|                                                 |                                                 |                                                 |                                                 |                                                 |
| År                                              |                                                 |                                                 | Folkmängd                                       |                                                 |
| 1985                                            | 1985                                            |                                                 | 83                                              |                                                 |
| 1990                                            | 1990                                            |                                                 | 93                                              |                                                 |
| 1995                                            | 1995                                            |                                                 | 80                                              |                                                 |
| 2000                                            | 2000                                            |                                                 | 83                                              |                                                 |
| 2005                                            | 2005                                            |                                                 | 103                                             |                                                 |
| 2010                                            | 2010                                            |                                                 | 107                                             |                                                 |
| 2015                                            | 2015                                            |                                                 | 111                                             |                                                 |
|                                                 |                                                 |                                                 |                                                 |                                                 |